# Cova da Beira
Cova da Beira ist eine statistische Subregion Portugals. Sie ist Teil der Região Centro sowie des Distriktes Castelo Branco. Im Norden grenzen Serra de Estrela und Beira Interior Norte, im Osten Beira Interior Sul, im Süden Beira Interior Sul und Pinhal Interior Sul und im Westen Pinhal Interior Norte an Cova da Beira. 
Fläche: 1373 km². Bevölkerung (2001): 93 580. 
Die folgenden drei Kreise gehören zu Cova da Beira:
- Belmonte
- Covilhã
- Fundão